# Bujaleuf
Bujaleuf (tiếng Occitan: Bujaleu) là một xã của tỉnh Haute-Vienne, thuộc vùng Nouvelle-Aquitaine, miền trung nước Pháp.